# Primera División de Chile 2020
La Primera División de Chile 2020, también conocido como «Campeonato Nacional PlanVital 2020», fue la 104.º edición de la primera categoría del fútbol chileno. El campeonato lo organizó la Asociación Nacional de Fútbol Profesional.
El equipo de Universidad Católica obtuvo su estrella número 15 logrando hilar su tercera corona consecutiva, uniéndose al selecto grupo de tricampeones de torneos anuales (Magallanes y Colo Colo).
Las novedades para este torneo, fueron que se jugó con 18 equipos y, en el campeonato 2022, se volverá a jugar con 16 equipos. La otra novedad que presentó este torneo, fue el regreso a la categoría de Santiago Wanderers, quien volvió a la máxima categoría del fútbol chileno, luego de dos años de ausencia, tras ser campeón de la Primera B 2019 y a 3 años, de competir por última vez en la categoría, que fue en la temporada 2017 y también de Deportes La Serena, que regresó a la máxima categoría, después de 7 años de ausencia, tras derrotar por penales a Deportes Temuco, en la final por el segundo ascenso.
Durante el desarrollo de la octava fecha, el torneo tuvo que ser suspendido el 16 de marzo debido a la crisis sanitaria generada por la Pandemia del COVID-19. Medida que originalmente iba a tener una duración de 14 días, pero debido a la gravedad de la crisis la detención se tornó en indefinida.
Tras 3 meses de pausa sin noticias, en una reunión del consejo de presidentes de la ANFP decidieron el regreso de la competencia para el 31 de julio, disputándose los partidos a puerta cerrada, con 4 semanas para los clubes para entrenar sus plantillas, quedando la fecha de regreso propuesta sujeta a la confirmación del gobierno. Sin embargo la fecha anunciada tuvo que ser retrasada debido a que los clubes solo pudieron volver a los entrenamientos el 16 de julio, siendo el 8 de agosto la nueva fecha tentativa para el retorno, luego de 3 semanas de entrenamiento. Finalmente el 19 de agosto en una conferencia de prensa en el Estadio Nacional, el Presidente de la República junto con el recién electo nuevo presidente de la ANFP Pablo Milad, confirmaron el regreso del fútbol chileno para el 29 de agosto con los partidos sin espectadores. Los primeros encuentros en disputarse fueron los que estuvieron pendientes hasta completar la inconclusa octava fecha. Finalmente, el torneo volvió el 29 de agosto con el partido entre Colo-Colo y Santiago Wanderers.

## Sistema
Se jugaron 34 fechas, bajo el sistema de todos contra todos, en dos ruedas. En este torneo se usó el sistema de puntos, de acuerdo a la reglamentación de la Internacional F.A. Board, asignándose tres puntos, al equipo que resulte ganador; un punto, a cada uno en caso de empate; y cero puntos al perdedor. El club que resultó campeón, además del 2.°, 3.° y 4.° lugar clasificaron a la Copa Libertadores 2021, mientras el 5.°, 6.°, 7.° y 8.° se llevaron un cupo a la Copa Sudamericana 2021. En la zona baja fueron 3 los equipos que perdieron la categoría, el equipo que ocupó el último lugar de la tabla anual, el equipo que ocupó el último lugar del promedio de coeficiente, de los 2 últimos años (en el caso de los recién ascendidos Santiago Wanderers y Deportes La Serena, solo se contabilizaron sus puntajes del torneo presente) y el equipo que perdió el partido de definición, entre el penúltimo de la tabla anual y el del promedio de coeficiente, descendieron automáticamente a la Primera B 2021. Siendo reemplazados por el equipo, que se consagró campeón del torneo de la categoría señalada y por el ganador de la Liguilla de Ascenso, de esta manera en la temporada 2021 serán 17 equipos en la División de Honor del fútbol chileno. En la temporada 2022, la categoría tendrá nuevamente 16 equipos, tal como en la Primera B y usando el formato, que se utilizó en las temporadas 2018 y 2019.
El orden de clasificación de los equipos, se determinó en una tabla de cómputo general, de la siguiente manera:
- 1) Mayor cantidad de puntos;
- 2) Mayor diferencia de goles a favor; en caso de igualdad;
- 3) Mayor cantidad de partidos ganados; en caso de igualdad;
- 4) Mayor cantidad de goles convertidos; en caso de igualdad;
- 5) Mayor cantidad de goles de visita marcados; en caso de igualdad;
- 6) Menor cantidad de tarjetas rojas recibidas; en caso de igualdad;
- 7) Menor cantidad de tarjetas amarillas recibidas; en caso de igualdad;
- 8) Sorteo.

En cuanto al campeón del torneo, se definió de acuerdo al siguiente sistema:
- A) Mayor cantidad de puntos obtenidos; en caso de igualdad;
- B) Partido de definición en cancha neutral.

En caso de que la igualdad fuese de más de dos equipos, esta se dejaría reducida a dos clubes, de acuerdo al orden de clasificación de los equipos determinado anteriormente.

## Árbitros

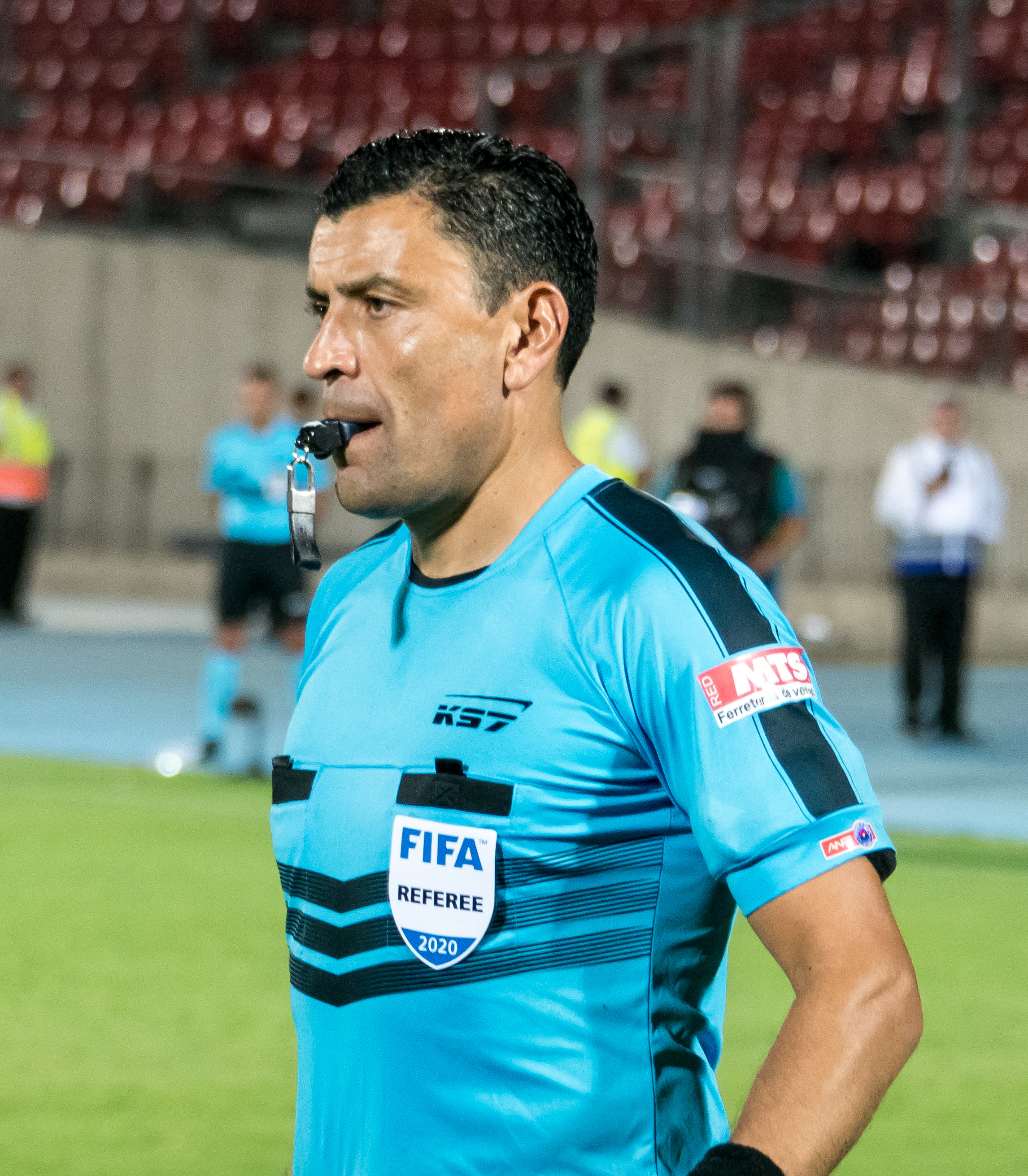
Roberto Tobar, árbitro con categoría FIFA.

Esta es la lista de todos los árbitros disponibles que podrán dirigir partidos este torneo. Los árbitros que aparecen en la lista, pueden dirigir en las otras dos categorías profesionales, si la ANFP así lo estime conveniente. Los árbitros de la Primera B Gustavo Ahumada, Fernando Véjar y Rodrigo Carvajal, se incorporan a esta categoría, mientras que Fabián Aracena y Franco Arrué pasaron a arbitrar a la Primera B. Además, el árbitro Ángelo Hermosilla pasó a convertirse en árbitro FIFA, en reemplazo de César Deischler (que seguirá arbitrando en la categoría), por lo que puede arbitrar en competencias internacionales. También se destaca la incorporación de Cindy Nahuelcoy, como arbitra asistente, convirtiéndose en la primera mujer, en ser juez de línea de un Torneo Nacional masculino y se sumará también la inclusión del VAR, que debutará en este torneo, donde árbitros y jueces de línea vigentes y retirados, colaborarán en el video sistema arbitral, para revertir los cobros previos, de los árbitros principales de cada partido del campeonato.
| Árbitros           | Edad    | Categoría |
| ------------------ | ------- | --------- |
| Gustavo Ahumada    | 39 años |           |
| Julio Bascuñán     | 47 años |           |
| José Cabero        | 40 años |           |
| Rodrigo Carvajal   | 39 años |           |
| César Deischler    | 48 años |           |
| Cristián Droguett  | 47 años |           |
| Eduardo Gamboa     | 48 años |           |
| Nicolás Gamboa     | 37 años |           |
| Cristián Garay     | 36 años |           |
| Francisco Gilabert | 43 años |           |
| Felipe González    | 45 años |           |
| Angelo Hermosilla  | 46 años |           |
| Héctor Jona        | 43 años |           |
| Juan Ignacio Lara  | 36 años |           |
| Piero Maza         | 40 años |           |
| Christian Rojas    | 49 años |           |
| Roberto Tobar      | 47 años |           |
| Fernando Véjar     | 35 años |           |

## Relevos
| Pos | a Primera División 2020 |
| --- | ----------------------- |
| 1.° | Santiago Wanderers      |
| 2.° | Deportes La Serena      |

| Pos               | a Primera B 2020 |
| ----------------- | ---------------- |
| No hubo descensos |                  |

## Participantes

### Localización
| Equipo                    | Región        | Ciudad        |
| ------------------------- | ------------- | ------------- |
| Deportes Iquique          | Tarapacá      | Iquique       |
| Deportes Antofagasta      | Antofagasta   | Antofagasta   |
| Cobresal                  | Atacama       | El Salvador   |
| Coquimbo Unido            | Coquimbo      | Coquimbo      |
| Deportes La Serena        | Coquimbo      | La Serena     |
| Everton                   | Valparaíso    | Viña del Mar  |
| Santiago Wanderers        | Valparaíso    | Valparaíso    |
| Unión La Calera           | Valparaíso    | La Calera     |
| Audax Italiano            | Metropolitana | La Florida    |
| Colo-Colo                 | Metropolitana | Macul         |
| Palestino                 | Metropolitana | La Cisterna   |
| Unión Española            | Metropolitana | Independencia |
| Universidad Católica      | Metropolitana | Las Condes    |
| Universidad de Chile      | Metropolitana | Ñuñoa         |
| O'Higgins                 | O'Higgins     | Rancagua      |
| Curicó Unido              | Maule         | Curicó        |
| Huachipato                | Biobío        | Talcahuano    |
| Universidad de Concepción | Biobío        | Concepción    |

| Audax Italiano Universidad de Chile Colo-Colo Universidad Católica Unión Española Palestino |

## Información
| Equipo                    | Entrenador        | Estadio                    | Capacidad | Proveedor    | Auspiciador       |
| ------------------------- | ----------------- | -------------------------- | --------- | ------------ | ----------------- |
| Audax Italiano            | Pablo Sánchez     | Bicentenario de La Florida | 12.000    | Macron       | Traverso          |
| Cobresal                  | Gustavo Huerta    | El Cobre                   | 12.000    | KS7          | PF Alimentos      |
| Colo-Colo                 | Gustavo Quinteros | Monumental                 | 47.347    | Umbro        | MG Motor          |
| Coquimbo Unido            | Juan Ribera       | Francisco Sánchez          | 18.750    | Cafú         | PF Alimentos      |
| Curicó Unido              | Martín Palermo    | La Granja                  | 8.278     | OneFit       | Multihogar        |
| Deportes Antofagasta      | Héctor Tapia      | Calvo y Bascuñán           | 21.100    | Cafú         | Minera Escondida  |
| Deportes Iquique          | Cristián Leiva    | Tierra de Campeones        | 13.171    | Rete         | UNAP              |
| Deportes La Serena        | Miguel Ponce      | La Portada                 | 18.000    | OneFit       |                   |
| Everton                   | Roberto Sensini   | Sausalito                  | 22.000    | Charly       | Claro             |
| Huachipato                | Juan Luvera       | Huachipato - CAP Acero     | 10.032    | OneFit       | PF Alimentos      |
| O'Higgins                 | Dalcio Giovagnoli | El Teniente                | 12.476    | Adidas       | Sun Monticello    |
| Palestino                 | José Sierra       | Municipal de La Cisterna   | 6.000     | Capelli      | Bank of Palestine |
| Santiago Wanderers        | Miguel Ramírez    | Elías Figueroa             | 21.568    | Macron       | TPS               |
| Unión Española            | Jorge Pellicer    | Santa Laura                | 19.887    | Kappa        | USEK              |
| Unión La Calera           | Juan Vojvoda      | Nicolás Chahuán            | 9.200     | OneFit       | PF Alimentos      |
| Universidad Católica      | Ariel Holan       | San Carlos de Apoquindo    | 14.768    | Under Armour | Banco BICE        |
| Universidad de Chile      | Rafael Dudamel    | Nacional                   | 48.665    | Adidas       | Petrobras         |
| Universidad de Concepción | Hugo Balladares   | Ester Roa                  | 30.000    | KS7          | PF Alimentos      |

## Clasificación
| Pos. | Equipo                    | Pts. | PJ | G  | E  | P  | GF | GC | Dif. |  |
| ---- | ------------------------- | ---- | -- | -- | -- | -- | -- | -- | ---- |  |
| 1    | Universidad Católica      | 65   | 34 | 18 | 11 | 5  | 65 | 35 | +30  |  |
| 2    | Unión La Calera           | 57   | 34 | 17 | 6  | 11 | 59 | 41 | +18  |  |
| 3    | Universidad de Chile      | 52   | 34 | 13 | 13 | 8  | 49 | 33 | +16  |  |
| 4    | Unión Española            | 52   | 34 | 14 | 10 | 10 | 55 | 53 | +2   |  |
| 5    | Palestino                 | 51   | 34 | 14 | 9  | 11 | 49 | 45 | +4   |  |
| 6    | Deportes Antofagasta      | 48   | 34 | 12 | 12 | 10 | 43 | 42 | +1   |  |
| 7    | Cobresal                  | 47   | 34 | 13 | 8  | 13 | 45 | 40 | +5   |  |
| 8    | Huachipato                | 46   | 34 | 13 | 7  | 14 | 43 | 44 | −1   |  |
| 9    | Curicó Unido              | 46   | 34 | 13 | 7  | 14 | 40 | 52 | −12  |  |
| 10   | O'Higgins                 | 45   | 34 | 12 | 9  | 13 | 40 | 39 | +1   |  |
| 11   | Santiago Wanderers        | 44   | 34 | 12 | 8  | 14 | 42 | 53 | −11  |  |
| 12   | Everton                   | 43   | 34 | 10 | 13 | 11 | 37 | 41 | −4   |  |
| 13   | Audax Italiano            | 41   | 34 | 10 | 11 | 13 | 47 | 50 | −3   |  |
| 14   | Universidad de Concepción | 41   | 34 | 9  | 14 | 11 | 38 | 46 | −8   |  |
| 15   | Deportes La Serena        | 39   | 34 | 10 | 9  | 15 | 34 | 41 | −7   |  |
| 16   | Colo-Colo                 | 39   | 34 | 9  | 12 | 13 | 33 | 43 | −10  |  |
| 17   | Deportes Iquique          | 38   | 34 | 9  | 11 | 14 | 38 | 46 | −8   |  |
| 18   | Coquimbo Unido            | 35   | 34 | 9  | 8  | 17 | 33 | 46 | −13  |  |

 Fuente: RSSSF
     Campeón. Clasifica a la Copa Libertadores.
     Clasifica a la Copa Libertadores.
     Clasifica a la Copa Sudamericana.
     Relegado a la Promoción.
     Desciende a la Primera B.
1. ↑  Como Iquique descendió directamente por promedios, a Colo-Colo le correspondió disputar el partido de promoción.

## Evolución
| Equipo / Fecha            | 01 | 02 | 03 | 04 | 05 | 06 | 07 | 08 | 09 | 10 | 11 | 12 | 13 | 14 | 15 | 16 | 17 | 18 | 19 | 20 | 21 | 22 | 23 | 24 | 25 | 26 | 27 | 28 | 29 | 30 | 31 | 32 | 33 | 34 |
| ------------------------- | -- | -- | -- | -- | -- | -- | -- | -- | -- | -- | -- | -- | -- | -- | -- | -- | -- | -- | -- | -- | -- | -- | -- | -- | -- | -- | -- | -- | -- | -- | -- | -- | -- | -- |
| Universidad Católica      | 2  | 1  | 1  | 1  | 1  | 1  | 1  | 1  | 1  | 1  | 1  | 1  | 1  | 1  | 1  | 3  | 1  | 1  | 1  | 1  | 1  | 1  | 1  | 1  | 1  | 1  | 1  | 1  | 1  | 1  | 1  | 1  | 1  | 1  |
| Unión La Calera           | 5  | 2  | 7  | 5  | 2  | 4  | 2  | 2  | 2  | 3  | 3  | 2  | 2  | 2  | 2  | 1  | 2  | 3  | 2  | 2  | 2  | 2  | 2  | 2  | 2  | 2  | 2  | 2  | 2  | 2  | 2  | 2  | 2  | 2  |
| Universidad de Chile      | 13 | 5  | 3  | 2  | 4  | 3  | 4  | 4  | 4  | 4  | 2  | 4  | 5  | 4  | 5  | 5  | 6  | 6  | 6  | 6  | 6  | 5  | 6  | 6  | 6  | 6  | 5  | 6  | 7  | 7  | 5  | 5  | 5  | 3  |
| Unión Española            | 4  | 8  | 9  | 12 | 9  | 7  | 8  | 6  | 3  | 2  | 5  | 3  | 3  | 3  | 3  | 2  | 3  | 2  | 3  | 3  | 3  | 3  | 3  | 3  | 3  | 3  | 3  | 3  | 3  | 3  | 3  | 3  | 3  | 4  |
| Palestino                 | 17 | 12 | 11 | 9  | 8  | 8  | 6  | 8  | 6  | 7  | 6  | 7  | 7  | 10 | 11 | 13 | 14 | 12 | 13 | 14 | 13 | 11 | 13 | 10 | 8  | 7  | 6  | 7  | 6  | 4  | 4  | 4  | 4  | 5  |
| Deportes Antofagasta      | 6  | 3  | 5  | 3  | 5  | 5  | 5  | 5  | 5  | 5  | 4  | 5  | 4  | 5  | 4  | 4  | 4  | 4  | 4  | 5  | 5  | 6  | 5  | 5  | 5  | 4  | 4  | 4  | 4  | 5  | 6  | 6  | 6  | 6  |
| Cobresal                  | 16 | 11 | 6  | 8  | 11 | 10 | 11 | 11 | 12 | 10 | 11 | 9  | 11 | 7  | 9  | 11 | 9  | 11 | 12 | 12 | 12 | 9  | 7  | 8  | 11 | 9  | 10 | 12 | 15 | 12 | 10 | 8  | 8  | 7  |
| Huachipato                | 8  | 9  | 10 | 10 | 10 | 11 | 9  | 7  | 8  | 9  | 10 | 11 | 9  | 9  | 6  | 6  | 7  | 8  | 8  | 7  | 7  | 7  | 9  | 7  | 7  | 8  | 9  | 8  | 9  | 8  | 8  | 9  | 7  | 8  |
| Curicó Unido              | 9  | 13 | 8  | 6  | 3  | 2  | 3  | 3  | 7  | 8  | 7  | 6  | 6  | 6  | 8  | 8  | 5  | 5  | 5  | 4  | 4  | 4  | 4  | 4  | 4  | 5  | 7  | 5  | 5  | 6  | 9  | 11 | 11 | 9  |
| O'Higgins                 | 14 | 16 | 13 | 11 | 12 | 14 | 16 | 18 | 17 | 16 | 16 | 13 | 15 | 16 | 16 | 16 | 17 | 16 | 16 | 16 | 16 | 13 | 14 | 16 | 14 | 15 | 12 | 11 | 12 | 9  | 7  | 7  | 9  | 10 |
| Santiago Wanderers        | 18 | 10 | 14 | 14 | 15 | 15 | 17 | 14 | 13 | 13 | 12 | 12 | 12 | 12 | 13 | 10 | 13 | 14 | 11 | 11 | 11 | 14 | 11 | 14 | 13 | 11 | 11 | 10 | 8  | 11 | 12 | 10 | 10 | 11 |
| Everton                   | 7  | 4  | 2  | 7  | 7  | 9  | 10 | 10 | 11 | 11 | 9  | 10 | 8  | 8  | 10 | 9  | 8  | 10 | 10 | 10 | 10 | 8  | 10 | 12 | 9  | 10 | 8  | 9  | 10 | 10 | 11 | 12 | 13 | 12 |
| Audax Italiano            | 1  | 6  | 4  | 4  | 6  | 6  | 7  | 9  | 9  | 6  | 8  | 8  | 10 | 11 | 7  | 7  | 11 | 9  | 9  | 9  | 9  | 12 | 15 | 11 | 15 | 14 | 15 | 14 | 11 | 13 | 15 | 15 | 15 | 13 |
| Universidad de Concepción | 12 | 18 | 16 | 15 | 16 | 17 | 15 | 15 | 16 | 15 | 13 | 14 | 13 | 13 | 14 | 12 | 10 | 7  | 7  | 8  | 8  | 10 | 8  | 9  | 12 | 13 | 14 | 15 | 13 | 14 | 14 | 13 | 12 | 14 |
| Deportes La Serena        | 15 | 17 | 18 | 18 | 13 | 16 | 18 | 17 | 15 | 18 | 18 | 18 | 18 | 18 | 18 | 18 | 18 | 18 | 18 | 17 | 17 | 15 | 12 | 13 | 10 | 12 | 13 | 13 | 14 | 15 | 13 | 14 | 14 | 15 |
| Colo-Colo                 | 3  | 7  | 12 | 13 | 14 | 13 | 12 | 13 | 14 | 14 | 15 | 17 | 17 | 17 | 17 | 17 | 16 | 17 | 17 | 18 | 18 | 18 | 18 | 18 | 18 | 18 | 18 | 18 | 17 | 16 | 16 | 16 | 16 | 16 |
| Deportes Iquique          | 10 | 14 | 15 | 16 | 18 | 18 | 13 | 12 | 10 | 12 | 14 | 16 | 16 | 15 | 15 | 15 | 12 | 13 | 14 | 13 | 15 | 16 | 16 | 15 | 16 | 16 | 16 | 16 | 16 | 17 | 17 | 17 | 17 | 17 |
| Coquimbo Unido            | 11 | 15 | 17 | 17 | 17 | 12 | 14 | 16 | 18 | 17 | 17 | 15 | 14 | 14 | 12 | 14 | 15 | 15 | 15 | 15 | 14 | 17 | 17 | 17 | 17 | 17 | 17 | 17 | 18 | 18 | 18 | 18 | 18 | 18 |

| 1. 2. 3. 4. 5. 6. 7. 8. 9. 10. 11. 12. 13. 14. 15. 16. 17. 18. |

## Resultados

### Primera rueda
- Los horarios corresponden al huso horario de Chile: UTC-4 en horario estándar y UTC-3 en horario de verano.

| Fecha 1              | Fecha 1   | Fecha 1                   | Fecha 1          | Fecha 1     | Fecha 1 |
| Local                | Resultado | Visita                    | Estadio          | Fecha       | Hora    |
| -------------------- | --------- | ------------------------- | ---------------- | ----------- | ------- |
| Everton              | 2-1       | Universidad de Concepción | Sausalito        | 24 de enero | 18:30   |
| O'Higgins            | 1-2       | Unión La Calera           | El Teniente      | 24 de enero | 21:00   |
| Deportes Antofagasta | 2-1       | Coquimbo Unido            | Calvo y Bascuñán | 25 de enero | 12:00   |
| Audax Italiano       | 4-1       | Cobresal                  | La Florida       | 25 de enero | 20:30   |
| Santiago Wanderers   | 0-3       | Universidad Católica      | Elías Figueroa   | 26 de enero | 12:00   |
| Huachipato           | 2-1       | Universidad de Chile      | Huachipato-CAP   | 26 de enero | 18:00   |
| Unión Española       | 3-2       | Deportes Iquique          | Santa Laura      | 26 de enero | 20:30   |
| Curicó Unido         | 1-0       | Deportes La Serena        | La Granja        | 28 de enero | 18:00   |
| Colo-Colo            | 3-0       | Palestino                 | Monumental       | 28 de enero | 20:30   |

| Fecha 2                   | Fecha 2   | Fecha 2              | Fecha 2                 | Fecha 2         | Fecha 2 |
| Local                     | Resultado | Visita               | Estadio                 | Fecha           | Hora    |
| ------------------------- | --------- | -------------------- | ----------------------- | --------------- | ------- |
| Unión La Calera           | 1-0       | Unión Española       | Nicolás Chahuán         | 31 de enero     | 21:00   |
| Universidad de Concepción | 0-2       | Santiago Wanderers   | Ester Roa               | 1 de febrero    | 12:00   |
| Palestino                 | 1-0       | Huachipato           | La Cisterna             | 1 de febrero    | 17:30   |
| Universidad de Chile      | 5-1       | Curicó Unido         | Nacional                | 1 de febrero    | 17:30   |
| Cobresal                  | 2-1       | Colo-Colo            | El Cobre                | 2 de febrero    | 12:00   |
| Universidad Católica      | 3-2       | O'Higgins            | San Carlos de Apoquindo | 2 de febrero    | 18:00   |
| Deportes Iquique          | 2-2       | Everton              | Tierra de Campeones     | 2 de febrero    | 20:30   |
| Deportes La Serena        | 0-1       | Deportes Antofagasta | La Portada              | 3 de febrero    | 19:30   |
| Coquimbo Unido            | 0-0       | Audax Italiano       | Francisco Sánchez       | 1 de septiembre | 12:00   |

| Fecha 3              | Fecha 3   | Fecha 3                   | Fecha 3          | Fecha 3       | Fecha 3 |
| Local                | Resultado | Visita                    | Estadio          | Fecha         | Hora    |
| -------------------- | --------- | ------------------------- | ---------------- | ------------- | ------- |
| Deportes La Serena   | 1-2       | Cobresal                  | La Portada       | 7 de febrero  | 21:00   |
| Huachipato           | 1-1       | Universidad de Concepción | Huachipato-CAP   | 8 de febrero  | 12:00   |
| Universidad de Chile | 3-0       | Unión La Calera           | Nacional         | 8 de febrero  | 18:00   |
| Curicó Unido         | 1-0       | Deportes Iquique          | La Granja        | 8 de febrero  | 20:30   |
| Deportes Antofagasta | 2-3       | Universidad Católica      | Calvo y Bascuñán | 9 de febrero  | 12:00   |
| Audax Italiano       | 2-1       | Colo-Colo                 | Nacional         | 9 de febrero  | 18:00   |
| Unión Española       | 1-1       | Palestino                 | Santa Laura      | 9 de febrero  | 20:30   |
| O'Higgins            | 2-1       | Santiago Wanderers        | El Teniente      | 10 de febrero | 18:00   |
| Everton              | 1-0       | Coquimbo Unido            | Sausalito        | 10 de febrero | 20:30   |

| Fecha 4                   | Fecha 4   | Fecha 4              | Fecha 4             | Fecha 4       | Fecha 4 |
| Local                     | Resultado | Visita               | Estadio             | Fecha         | Hora    |
| ------------------------- | --------- | -------------------- | ------------------- | ------------- | ------- |
| Unión La Calera           | 2-1       | Deportes La Serena   | Nicolás Chahuán     | 14 de febrero | 18:30   |
| Santiago Wanderers        | 1-2       | Universidad de Chile | Elías Figueroa      | 15 de febrero | 12:00   |
| Palestino                 | 0-0       | O'Higgins            | La Cisterna         | 15 de febrero | 17:30   |
| Deportes Iquique          | 0-4       | Deportes Antofagasta | Tierra de Campeones | 15 de febrero | 21:30   |
| Cobresal                  | 1-1       | Everton              | El Cobre            | 16 de febrero | 12:00   |
| Colo-Colo                 | 0-2       | Universidad Católica | Monumental          | 16 de febrero | 18:00   |
| Universidad de Concepción | 1-2       | Curicó Unido         | Ester Roa           | 16 de febrero | 21:00   |
| Unión Española            | 1-2       | Audax Italiano       | Santa Laura         | 17 de febrero | 19:30   |
| Coquimbo Unido            | 1-2       | Huachipato           | Francisco Sánchez   | 29 de agosto  | 16:00   |

| Fecha 5              | Fecha 5   | Fecha 5                   | Fecha 5                 | Fecha 5       | Fecha 5 |
| Local                | Resultado | Visita                    | Estadio                 | Fecha         | Hora    |
| -------------------- | --------- | ------------------------- | ----------------------- | ------------- | ------- |
| Deportes Antofagasta | 1-1       | Universidad de Concepción | Calvo y Bascuñán        | 21 de febrero | 12:00   |
| Universidad Católica | 3-1       | Deportes Iquique          | San Carlos de Apoquindo | 21 de febrero | 18:30   |
| Huachipato           | 1-0       | Cobresal                  | Huachipato-CAP          | 22 de febrero | 12:00   |
| Everton              | 0-1       | Unión La Calera           | Sausalito               | 22 de febrero | 20:30   |
| Deportes La Serena   | 3-0       | Santiago Wanderers        | La Portada              | 23 de febrero | 12:00   |
| Universidad de Chile | 1-1       | Coquimbo Unido            | Nacional                | 23 de febrero | 17:30   |
| Audax Italiano       | 0-1       | Palestino                 | La Pintana              | 23 de febrero | 20:00   |
| Curicó Unido         | 1-0       | Colo-Colo                 | La Granja               | 24 de febrero | 18:00   |
| O'Higgins            | 1-3       | Unión Española            | El Teniente             | 24 de febrero | 20:30   |

| Fecha 6            | Fecha 6   | Fecha 6                   | Fecha 6           | Fecha 6       | Fecha 6 |
| Local              | Resultado | Visita                    | Estadio           | Fecha         | Hora    |
| ------------------ | --------- | ------------------------- | ----------------- | ------------- | ------- |
| Unión La Calera    | 1-1       | Universidad Católica      | Nicolás Chahuán   | 28 de febrero | 18:30   |
| Cobresal           | 1-1       | Deportes Iquique          | El Cobre          | 29 de febrero | 12:00   |
| Colo-Colo          | 2-2       | Universidad de Concepción | Monumental        | 29 de febrero | 18:00   |
| Unión Española     | 2-0       | Everton                   | Santa Laura       | 29 de febrero | 20:30   |
| Coquimbo Unido     | 2-1       | Deportes La Serena        | Francisco Sánchez | 1 de marzo    | 12:00   |
| O'Higgins          | 2-3       | Universidad de Chile      | El Teniente       | 1 de marzo    | 18:00   |
| Palestino          | 2-2       | Deportes Antofagasta      | La Pintana        | 1 de marzo    | 20:30   |
| Curicó Unido       | 1-0       | Huachipato                | La Granja         | 2 de marzo    | 20:30   |
| Santiago Wanderers | 3-3       | Audax Italiano            | Elías Figueroa    | 3 de marzo    | 18:00   |

| Fecha 7                   | Fecha 7   | Fecha 7        | Fecha 7                 | Fecha 7      | Fecha 7 |
| Local                     | Resultado | Visita         | Estadio                 | Fecha        | Hora    |
| ------------------------- | --------- | -------------- | ----------------------- | ------------ | ------- |
| Universidad de Chile      | 0-0       | Everton        | Nacional                | 5 de marzo   | 18:00   |
| Universidad de Concepción | 2-2       | Cobresal       | Ester Roa               | 5 de marzo   | 20:30   |
| Deportes La Serena        | 1-2       | Colo-Colo      | La Portada              | 7 de marzo   | 12:00   |
| Deportes Antofagasta      | 0-0       | Curicó Unido   | Calvo y Bascuñán        | 7 de marzo   | 17:30   |
| Deportes Iquique          | 1-0       | O'Higgins      | Tierra de Campeones     | 7 de marzo   | 20:00   |
| Unión La Calera           | 2-0       | Coquimbo Unido | Nicolás Chahuán         | 9 de marzo   | 18:30   |
| Santiago Wanderers        | 1-2       | Palestino      | Elías Figueroa          | 10 de marzo  | 18:00   |
| Huachipato                | 2-1       | Audax Italiano | Huachipato-CAP          | 10 de marzo  | 20:30   |
| Universidad Católica      | 0-1       | Unión Española | San Carlos de Apoquindo | 29 de agosto | 18:30   |

| Fecha 8        | Fecha 8   | Fecha 8                   | Fecha 8                 | Fecha 8      | Fecha 8 |
| Local          | Resultado | Visita                    | Estadio                 | Fecha        | Hora    |
| -------------- | --------- | ------------------------- | ----------------------- | ------------ | ------- |
| Cobresal       | 0-1       | Universidad Católica      | El Cobre                | 14 de marzo  | 12:00   |
| Everton        | 0-0       | Deportes La Serena        | Sausalito               | 14 de marzo  | 20:00   |
| Coquimbo Unido | 0-3       | Deportes Iquique          | Francisco Sánchez       | 15 de marzo  | 12:00   |
| Unión Española | 4-4       | Huachipato                | Santa Laura             | 15 de marzo  | 18:00   |
| Audax Italiano | 1-1       | Universidad de Concepción | La Florida              | 15 de marzo  | 20:30   |
| Colo-Colo      | 2-3       | Santiago Wanderers        | Monumental              | 29 de agosto | 13:30   |
| O'Higgins      | 0-1       | Deportes Antofagasta      | El Teniente             | 30 de agosto | 10:30   |
| Palestino      | 2-2       | Universidad de Chile      | San Carlos de Apoquindo | 30 de agosto | 16:00   |
| Curicó Unido   | 0-2       | Unión La Calera           | La Granja               | 30 de agosto | 18:30   |

| Fecha 9                   | Fecha 9   | Fecha 9        | Fecha 9                 | Fecha 9         | Fecha 9 |
| Local                     | Resultado | Visita         | Estadio                 | Fecha           | Hora    |
| ------------------------- | --------- | -------------- | ----------------------- | --------------- | ------- |
| Universidad de Concepción | 2-3       | Unión Española | Ester Roa               | 3 de septiembre | 11:00   |
| Palestino                 | 1-0       | Everton        | La Cisterna             | 3 de septiembre | 13:30   |
| Unión La Calera           | 2-2       | Cobresal       | Nicolás Chahuán         | 4 de septiembre | 11:00   |
| Deportes La Serena        | 1-1       | O'Higgins      | La Portada              | 4 de septiembre | 18:30   |
| Deportes Iquique          | 1-0       | Huachipato     | Tierra de Campeones     | 5 de septiembre | 11:00   |
| Universidad Católica      | 4-1       | Coquimbo Unido | San Carlos de Apoquindo | 5 de septiembre | 14:30   |
| Santiago Wanderers        | 2-0       | Curicó Unido   | Elías Figueroa          | 5 de septiembre | 18:30   |
| Deportes Antofagasta      | 2-2       | Audax Italiano | Calvo y Bascuñán        | 6 de septiembre | 11:00   |
| Universidad de Chile      | 1-1       | Colo-Colo      | Nacional                | 6 de septiembre | 14:00   |

| Fecha 10                  | Fecha 10  | Fecha 10             | Fecha 10            | Fecha 10         | Fecha 10 |
| Local                     | Resultado | Visita               | Estadio             | Fecha            | Hora     |
| ------------------------- | --------- | -------------------- | ------------------- | ---------------- | -------- |
| Universidad de Concepción | 2-1       | Unión La Calera      | Ester Roa           | 8 de septiembre  | 11:00    |
| Unión Española            | 2-1       | Santiago Wanderers   | Santa Laura         | 8 de septiembre  | 18:30    |
| Huachipato                | 1-3       | Universidad Católica | Huachipato-CAP      | 9 de septiembre  | 11:00    |
| Cobresal                  | 4-0       | Curicó Unido         | El Cobre            | 9 de septiembre  | 13:30    |
| Colo-Colo                 | 0-1       | O'Higgins            | Monumental          | 9 de septiembre  | 16:00    |
| Coquimbo Unido            | 1-0       | Palestino            | Francisco Sánchez   | 9 de septiembre  | 18:30    |
| Audax Italiano            | 2-1       | Deportes La Serena   | La Florida          | 10 de septiembre | 11:00    |
| Deportes Iquique          | 0-2       | Universidad de Chile | Tierra de Campeones | 10 de septiembre | 16:00    |
| Everton                   | 0-0       | Deportes Antofagasta | Sausalito           | 10 de septiembre | 18:30    |

| Fecha 11             | Fecha 11  | Fecha 11                  | Fecha 11                | Fecha 11         | Fecha 11 |
| Local                | Resultado | Visita                    | Estadio                 | Fecha            | Hora     |
| -------------------- | --------- | ------------------------- | ----------------------- | ---------------- | -------- |
| Unión La Calera      | 0-0       | Colo-Colo                 | Nicolás Chahuán         | 12 de septiembre | 18:30    |
| Santiago Wanderers   | 3-2       | Huachipato                | Elías Figueroa          | 13 de septiembre | 11:00    |
| Universidad Católica | 3-0       | Audax Italiano            | San Carlos de Apoquindo | 13 de septiembre | 16:00    |
| O'Higgins            | 1-2       | Everton                   | El Teniente             | 13 de septiembre | 18:30    |
| Universidad de Chile | 2-1       | Cobresal                  | El Teniente             | 14 de septiembre | 16:00    |
| Deportes La Serena   | 0-1       | Universidad de Concepción | La Portada              | 15 de septiembre | 11:00    |
| Curicó Unido         | 2-1       | Coquimbo Unido            | La Granja               | 15 de septiembre | 16:00    |
| Palestino            | 2-0       | Deportes Iquique          | La Cisterna             | 16 de septiembre | 12:00    |
| Deportes Antofagasta | 2-0       | Unión Española            | Calvo y Bascuñán        | 17 de septiembre | 11:00    |

| Fecha 12                  | Fecha 12  | Fecha 12             | Fecha 12            | Fecha 12         | Fecha 12 |
| Local                     | Resultado | Visita               | Estadio             | Fecha            | Hora     |
| ------------------------- | --------- | -------------------- | ------------------- | ---------------- | -------- |
| Deportes Iquique          | 0-3       | Unión La Calera      | Tierra de Campeones | 24 de septiembre | 11:00    |
| Universidad de Concepción | 1-4       | O'Higgins            | Ester Roa           | 24 de septiembre | 13:30    |
| Cobresal                  | 2-1       | Palestino            | El Cobre            | 24 de septiembre | 16:00    |
| Coquimbo Unido            | 2-1       | Santiago Wanderers   | Francisco Sánchez   | 25 de septiembre | 16:00    |
| Huachipato                | 1-1       | Deportes La Serena   | Huachipato-CAP      | 25 de septiembre | 18:30    |
| Everton                   | 2-2       | Universidad Católica | Sausalito           | 26 de septiembre | 16:00    |
| Audax Italiano            | 0-0       | Curicó Unido         | La Florida          | 26 de septiembre | 18:30    |
| Unión Española            | 3-1       | Universidad de Chile | Santa Laura         | 27 de septiembre | 16:00    |
| Colo-Colo                 | 1-0       | Deportes Antofagasta | Monumental          | 10 de noviembre  | 11:00    |

| Fecha 13             | Fecha 13  | Fecha 13                  | Fecha 13                | Fecha 13     | Fecha 13 |
| Local                | Resultado | Visita                    | Estadio                 | Fecha        | Hora     |
| -------------------- | --------- | ------------------------- | ----------------------- | ------------ | -------- |
| Palestino            | 0-1       | Universidad de Concepción | La Cisterna             | 1 de octubre | 13:30    |
| Santiago Wanderers   | 3-1       | Deportes Iquique          | Elías Figueroa          | 2 de octubre | 11:00    |
| O'Higgins            | 1-4       | Coquimbo Unido            | El Teniente             | 2 de octubre | 16:00    |
| Deportes La Serena   | 0-2       | Unión Española            | La Portada              | 3 de octubre | 11:00    |
| Deportes Antofagasta | 2-1       | Cobresal                  | Calvo y Bascuñán        | 3 de octubre | 13:30    |
| Curicó Unido         | 1-3       | Everton                   | La Granja               | 3 de octubre | 16:00    |
| Colo-Colo            | 0-1       | Huachipato                | Monumental              | 3 de octubre | 18:30    |
| Universidad Católica | 3-0       | Universidad de Chile      | San Carlos de Apoquindo | 4 de octubre | 14:00    |
| Unión La Calera      | 3-2       | Audax Italiano            | Nicolás Chahuán         | 4 de octubre | 16:30    |

| Fecha 14             | Fecha 14  | Fecha 14                  | Fecha 14                | Fecha 14      | Fecha 14 |
| Local                | Resultado | Visita                    | Estadio                 | Fecha         | Hora     |
| -------------------- | --------- | ------------------------- | ----------------------- | ------------- | -------- |
| O'Higgins            | 0-2       | Cobresal                  | El Teniente             | 8 de octubre  | 11:00    |
| Unión Española       | 2-1       | Curicó Unido              | Santa Laura             | 9 de octubre  | 15:30    |
| Coquimbo Unido       | 2-2       | Colo-Colo                 | Francisco Sánchez       | 9 de octubre  | 18:00    |
| Deportes Iquique     | 2-1       | Audax Italiano            | Tierra de Campeones     | 10 de octubre | 11:00    |
| Huachipato           | 0-0       | Deportes Antofagasta      | Huachipato-CAP          | 10 de octubre | 13:30    |
| Everton              | 2-2       | Santiago Wanderers        | Sausalito               | 10 de octubre | 16:00    |
| Universidad Católica | 1-1       | Universidad de Concepción | San Carlos de Apoquindo | 10 de octubre | 18:30    |
| Unión La Calera      | 1-0       | Palestino                 | Nicolás Chahuán         | 11 de octubre | 16:00    |
| Universidad de Chile | 3-0       | Deportes La Serena        | Nacional                | 11 de octubre | 18:30    |

| Fecha 15                  | Fecha 15  | Fecha 15             | Fecha 15         | Fecha 15        | Fecha 15 |
| Local                     | Resultado | Visita               | Estadio          | Fecha           | Hora     |
| ------------------------- | --------- | -------------------- | ---------------- | --------------- | -------- |
| Deportes La Serena        | 4-2       | Palestino            | La Portada       | 14 de octubre   | 11:00    |
| Cobresal                  | 0-1       | Coquimbo Unido       | El Cobre         | 14 de octubre   | 13:30    |
| Huachipato                | 1-0       | Everton              | Huachipato-CAP   | 14 de octubre   | 16:00    |
| Colo-Colo                 | 3-5       | Unión Española       | Monumental       | 14 de octubre   | 18:30    |
| Universidad de Concepción | 1-1       | Deportes Iquique     | Ester Roa        | 15 de octubre   | 11:00    |
| Santiago Wanderers        | 0-3       | Unión La Calera      | Elías Figueroa   | 15 de octubre   | 13:30    |
| Deportes Antofagasta      | 1-0       | Universidad de Chile | Calvo y Bascuñán | 15 de octubre   | 16:00    |
| Audax Italiano            | 2-1       | O'Higgins            | La Florida       | 15 de octubre   | 18:30    |
| Curicó Unido              | 3-2       | Universidad Católica | La Granja        | 11 de noviembre | 16:00    |

| Fecha 16             | Fecha 16  | Fecha 16                  | Fecha 16            | Fecha 16       | Fecha 16 |
| Local                | Resultado | Visita                    | Estadio             | Fecha          | Hora     |
| -------------------- | --------- | ------------------------- | ------------------- | -------------- | -------- |
| Deportes Iquique     | 2-0       | Deportes La Serena        | Tierra de Campeones | 20 de octubre  | 11:00    |
| Unión La Calera      | 3-0       | Huachipato                | Nicolás Chahuán     | 20 de octubre  | 13:30    |
| O'Higgins            | 2-2       | Curicó Unido              | El Teniente         | 20 de octubre  | 16:00    |
| Santiago Wanderers   | 2-1       | Deportes Antofagasta      | Elías Figueroa      | 21 de octubre  | 11:00    |
| Coquimbo Unido       | 0-2       | Universidad de Concepción | Francisco Sánchez   | 21 de octubre  | 13:30    |
| Universidad de Chile | 2-2       | Audax Italiano            | El Teniente         | 21 de octubre  | 16:00    |
| Unión Española       | 1-0       | Cobresal                  | Santa Laura         | 21 de octubre  | 18:30    |
| Everton              | 1-1       | Colo-Colo                 | Sausalito           | 28 de octubre  | 16:00    |
| Palestino            | 1-4       | Universidad Católica      | La Cisterna         | 8 de noviembre | 16:00    |

| Fecha 17                  | Fecha 17  | Fecha 17             | Fecha 17                | Fecha 17       | Fecha 17 |
| Local                     | Resultado | Visita               | Estadio                 | Fecha          | Hora     |
| ------------------------- | --------- | -------------------- | ----------------------- | -------------- | -------- |
| Cobresal                  | 1-0       | Santiago Wanderers   | El Cobre                | 29 de octubre  | 13:30    |
| Universidad de Concepción | 1-0       | Universidad de Chile | Ester Roa               | 29 de octubre  | 16:00    |
| Deportes Antofagasta      | 3-1       | Unión La Calera      | Calvo y Bascuñán        | 30 de octubre  | 11:00    |
| Colo-Colo                 | 0-2       | Deportes Iquique     | Monumental              | 31 de octubre  | 11:00    |
| Huachipato                | 2-0       | O'Higgins            | Huachipato-CAP          | 31 de octubre  | 13:30    |
| Curicó Unido              | 1-0       | Palestino            | La Granja               | 31 de octubre  | 16:00    |
| Audax Italiano            | 1-2       | Everton              | La Florida              | 31 de octubre  | 18:30    |
| Coquimbo Unido            | 1-1       | Unión Española       | Francisco Sánchez       | 1 de noviembre | 16:00    |
| Universidad Católica      | 3-0       | Deportes La Serena   | San Carlos de Apoquindo | 1 de noviembre | 18:30    |

### Segunda rueda
| Fecha 18                  | Fecha 18  | Fecha 18             | Fecha 18                | Fecha 18        | Fecha 18 |
| Local                     | Resultado | Visita               | Estadio                 | Fecha           | Hora     |
| ------------------------- | --------- | -------------------- | ----------------------- | --------------- | -------- |
| Everton                   | 0-1       | O'Higgins            | Sausalito               | 13 de noviembre | 13:30    |
| Palestino                 | 3-1       | Colo-Colo            | La Cisterna             | 14 de noviembre | 11:00    |
| Deportes Iquique          | 1-2       | Curicó Unido         | Tierra de Campeones     | 14 de noviembre | 16:00    |
| Unión Española            | 3-2       | Unión La Calera      | Santa Laura             | 14 de noviembre | 18:30    |
| Audax Italiano            | 2-0       | Coquimbo Unido       | La Florida              | 14 de noviembre | 21:00    |
| Universidad de Concepción | 2-0       | Deportes Antofagasta | Ester Roa               | 15 de noviembre | 11:00    |
| Deportes La Serena        | 1-0       | Huachipato           | La Portada              | 15 de noviembre | 16:00    |
| Universidad de Chile      | 3-0       | Santiago Wanderers   | Nacional                | 15 de noviembre | 18:30    |
| Universidad Católica      | 2-1       | Cobresal             | San Carlos de Apoquindo | 15 de noviembre | 21:00    |

| Fecha 19             | Fecha 19  | Fecha 19                  | Fecha 19          | Fecha 19        | Fecha 19 |
| Local                | Resultado | Visita                    | Estadio           | Fecha           | Hora     |
| -------------------- | --------- | ------------------------- | ----------------- | --------------- | -------- |
| O'Higgins            | 1-0       | Palestino                 | El Teniente       | 17 de noviembre | 10:30    |
| Curicó Unido         | 2-2       | Universidad de Concepción | La Granja         | 18 de noviembre | 10:30    |
| Cobresal             | 1-2       | Deportes La Serena        | El Cobre          | 18 de noviembre | 17:00    |
| Unión La Calera      | 1-0       | Universidad de Chile      | Nicolás Chahuán   | 18 de noviembre | 19:15    |
| Coquimbo Unido       | 2-1       | Universidad Católica      | Francisco Sánchez | 18 de noviembre | 21:30    |
| Deportes Antofagasta | 1-1       | Everton                   | Calvo y Bascuñán  | 19 de noviembre | 10:30    |
| Huachipato           | 1-1       | Deportes Iquique          | Huachipato-CAP    | 19 de noviembre | 16:15    |
| Colo-Colo            | 1-0       | Audax Italiano            | Monumental        | 19 de noviembre | 18:30    |
| Santiago Wanderers   | 1-0       | Unión Española            | Elías Figueroa    | 19 de noviembre | 21:00    |

| Fecha 20                  | Fecha 20  | Fecha 20             | Fecha 20                | Fecha 20        | Fecha 20 |
| Local                     | Resultado | Visita               | Estadio                 | Fecha           | Hora     |
| ------------------------- | --------- | -------------------- | ----------------------- | --------------- | -------- |
| Coquimbo Unido            | 1-2       | Unión La Calera      | Francisco Sánchez       | 21 de noviembre | 19:15    |
| Palestino                 | 1-3       | Deportes La Serena   | La Cisterna             | 22 de noviembre | 10:30    |
| Everton                   | 1-1       | Universidad de Chile | Sausalito               | 22 de noviembre | 19:15    |
| Universidad Católica      | 5-3       | Deportes Antofagasta | San Carlos de Apoquindo | 22 de noviembre | 21:30    |
| Deportes Iquique          | 0-0       | Cobresal             | Tierra de Campeones     | 23 de noviembre | 17:00    |
| Universidad de Concepción | 0-1       | Huachipato           | Ester Roa               | 23 de noviembre | 19:15    |
| Unión Española            | 0-2       | O'Higgins            | Santa Laura             | 23 de noviembre | 21:30    |
| Audax Italiano            | 1-1       | Santiago Wanderers   | La Florida              | 24 de noviembre | 21:30    |
| Colo-Colo                 | 0-2       | Curicó Unido         | Monumental              | 25 de noviembre | 18:00    |

| Fecha 21             | Fecha 21  | Fecha 21                  | Fecha 21         | Fecha 21        | Fecha 21 |
| Local                | Resultado | Visita                    | Estadio          | Fecha           | Hora     |
| -------------------- | --------- | ------------------------- | ---------------- | --------------- | -------- |
| Deportes Antofagasta | 1-1       | Palestino                 | Calvo y Bascuñán | 2 de diciembre  | 10:30    |
| Curicó Unido         | 4-1       | Audax Italiano            | La Granja        | 3 de diciembre  | 10:30    |
| Unión Española       | 1-1       | Universidad de Concepción | Santa Laura      | 3 de diciembre  | 20:00    |
| Cobresal             | 1-1       | O'Higgins                 | El Cobre         | 4 de diciembre  | 10:30    |
| Deportes La Serena   | 1-0       | Deportes Iquique          | La Portada       | 4 de diciembre  | 17:00    |
| Huachipato           | 2-2       | Colo-Colo                 | Huachipato-CAP   | 5 de diciembre  | 17:00    |
| Santiago Wanderers   | 1-1       | Coquimbo Unido            | Elías Figueroa   | 6 de diciembre  | 10:30    |
| Unión La Calera      | 6-2       | Everton                   | Nicolás Chahuán  | 6 de diciembre  | 19:30    |
| Universidad de Chile | 0-0       | Universidad Católica      | Nacional         | 23 de diciembre | 18:30    |

| Fecha 22             | Fecha 22  | Fecha 22                  | Fecha 22                | Fecha 22        | Fecha 22 |
| Local                | Resultado | Visita                    | Estadio                 | Fecha           | Hora     |
| -------------------- | --------- | ------------------------- | ----------------------- | --------------- | -------- |
| Cobresal             | 3-1       | Universidad de Concepción | El Cobre                | 8 de diciembre  | 10:30    |
| Deportes Iquique     | 1-1       | Unión Española            | Tierra de Campeones     | 8 de diciembre  | 15:45    |
| Colo-Colo            | 0-2       | Deportes La Serena        | Monumental              | 8 de diciembre  | 18:30    |
| O'Higgins            | 2-1       | Huachipato                | El Teniente             | 8 de diciembre  | 21:00    |
| Palestino            | 3-1       | Unión La Calera           | La Cisterna             | 9 de diciembre  | 10:30    |
| Audax Italiano       | 1-3       | Universidad de Chile      | La Florida              | 9 de diciembre  | 18:30    |
| Everton              | 3-1       | Curicó Unido              | Sausalito               | 10 de diciembre | 21:30    |
| Coquimbo Unido       | 0-1       | Deportes Antofagasta      | Francisco Sánchez       | 23 de diciembre | 10:30    |
| Universidad Católica | 1-1       | Santiago Wanderers        | San Carlos de Apoquindo | 30 de diciembre | 20:30    |

| Fecha 23                  | Fecha 23  | Fecha 23         | Fecha 23                | Fecha 23            | Fecha 23 |
| Local                     | Resultado | Visita           | Estadio                 | Fecha               | Hora     |
| ------------------------- | --------- | ---------------- | ----------------------- | ------------------- | -------- |
| Unión Española            | 1-2       | Colo-Colo        | Santa Laura             | 12 de diciembre     | 18:00    |
| Universidad de Concepción | 3-1       | Audax Italiano   | Ester Roa               | 12 de diciembre     | 20:30    |
| Deportes La Serena        | 1-0       | Coquimbo Unido   | La Portada              | 13 de diciembre     | 17:00    |
| Santiago Wanderers        | 2-1       | Everton          | Nacional                | 13 de diciembre     | 19:15    |
| Deportes Antofagasta      | 2-1       | Huachipato       | Calvo y Bascuñán        | 14 de diciembre     | 10:30    |
| Curicó Unido              | 0-1       | Cobresal         | La Granja               | 14 de diciembre     | 18:00    |
| Unión La Calera           | 0-1       | O'Higgins        | Nicolás Chahuán         | 30 de diciembre     | 10:30    |
| Universidad de Chile      | 2-2       | Deportes Iquique | Nacional                | 24 de enero de 2021 | 19:15    |
| Universidad Católica      | 2-3       | Palestino        | San Carlos de Apoquindo | 25 de enero de 2021 | 20:00    |

| Fecha 24           | Fecha 24  | Fecha 24                  | Fecha 24            | Fecha 24            | Fecha 24 |
| Local              | Resultado | Visita                    | Estadio             | Fecha               | Hora     |
| ------------------ | --------- | ------------------------- | ------------------- | ------------------- | -------- |
| Palestino          | 3-1       | Santiago Wanderers        | La Cisterna         | 16 de diciembre     | 10:30    |
| Deportes Iquique   | 4-0       | Universidad de Concepción | Tierra de Campeones | 16 de diciembre     | 18:00    |
| Everton            | 1-2       | Unión Española            | Sausalito           | 16 de diciembre     | 20:30    |
| Audax Italiano     | 3-0       | Deportes Antofagasta      | La Florida          | 17 de diciembre     | 10:30    |
| Deportes La Serena | 0-0       | Universidad de Chile      | La Portada          | 17 de diciembre     | 17:00    |
| Huachipato         | 1-0       | Curicó Unido              | Huachipato-CAP      | 17 de diciembre     | 19:30    |
| Colo-Colo          | 2-1       | Coquimbo Unido            | Monumental          | 23 de enero de 2021 | 18:00    |
| Cobresal           | 1-1       | Unión La Calera           | El Cobre            | 23 de enero de 2021 | 20:30    |
| O'Higgins          | 2-0       | Universidad Católica      | El Teniente         | 30 de enero de 2021 | 19:00    |

| Fecha 25                  | Fecha 25  | Fecha 25           | Fecha 25                | Fecha 25            | Fecha 25 |
| Local                     | Resultado | Visita             | Estadio                 | Fecha               | Hora     |
| ------------------------- | --------- | ------------------ | ----------------------- | ------------------- | -------- |
| Universidad Católica      | 0-0       | Colo-Colo          | San Carlos de Apoquindo | 19 de diciembre     | 18:00    |
| Palestino                 | 1-0       | Audax Italiano     | La Cisterna             | 20 de diciembre     | 10:30    |
| Deportes Antofagasta      | 1-1       | Santiago Wanderers | Calvo y Bascuñán        | 20 de diciembre     | 17:00    |
| Universidad de Chile      | 2-2       | Huachipato         | Nacional                | 20 de diciembre     | 19:15    |
| Coquimbo Unido            | 0-3       | O'Higgins          | Francisco Sánchez       | 20 de diciembre     | 21:30    |
| Universidad de Concepción | 0-2       | Deportes La Serena | Ester Roa               | 21 de diciembre     | 18:00    |
| Everton                   | 3-0       | Cobresal           | Sausalito               | 22 de diciembre     | 10:30    |
| Unión La Calera           | 1-2       | Deportes Iquique   | Nicolás Chahuán         | 28 de enero de 2021 | 20:00    |
| Curicó Unido              | 2-4       | Unión Española     | La Granja               | 31 de enero de 2021 | 21:00    |

| Fecha 26                  | Fecha 26  | Fecha 26             | Fecha 26            | Fecha 26            | Fecha 26 |
| Local                     | Resultado | Visita               | Estadio             | Fecha               | Hora     |
| ------------------------- | --------- | -------------------- | ------------------- | ------------------- | -------- |
| Santiago Wanderers        | 1-0       | O'Higgins            | Elías Figueroa      | 26 de diciembre     | 20:30    |
| Unión Española            | 1-1       | Deportes Antofagasta | Santa Laura         | 27 de diciembre     | 10:30    |
| Huachipato                | 0-1       | Coquimbo Unido       | Huachipato-CAP      | 27 de diciembre     | 17:00    |
| Audax Italiano            | 2-2       | Universidad Católica | La Florida          | 27 de diciembre     | 19:15    |
| Deportes Iquique          | 0-2       | Palestino            | Tierra de Campeones | 28 de diciembre     | 10:30    |
| Cobresal                  | 2-0       | Universidad de Chile | El Cobre            | 28 de diciembre     | 17:00    |
| Universidad de Concepción | 0-0       | Everton              | Ester Roa           | 28 de diciembre     | 19:30    |
| Deportes La Serena        | 2-0       | Curicó Unido         | La Portada          | 24 de enero de 2021 | 17:00    |
| Colo-Colo                 | 2-1       | Unión La Calera      | Monumental          | 31 de enero de 2021 | 18:30    |

| Fecha 27             | Fecha 27  | Fecha 27                  | Fecha 27                | Fecha 27             | Fecha 27 |
| Local                | Resultado | Visita                    | Estadio                 | Fecha                | Hora     |
| -------------------- | --------- | ------------------------- | ----------------------- | -------------------- | -------- |
| O'Higgins            | 1-1       | Deportes La Serena        | El Teniente             | 2 de enero de 2021   | 10:30    |
| Everton              | 1-0       | Deportes Iquique          | Sausalito               | 2 de enero de 2021   | 17:00    |
| Unión La Calera      | 3-0       | Santiago Wanderers        | Nicolás Chahuán         | 2 de enero de 2021   | 19:15    |
| Deportes Antofagasta | 0-1       | Colo-Colo                 | Calvo y Bascuñán        | 3 de enero de 2021   | 10:30    |
| Universidad de Chile | 2-0       | Universidad de Concepción | Nacional                | 3 de enero de 2021   | 19:15    |
| Palestino            | 4-2       | Curicó Unido              | La Cisterna             | 4 de enero de 2021   | 10:30    |
| Universidad Católica | 3-0       | Huachipato                | San Carlos de Apoquindo | 4 de enero de 2021   | 19:15    |
| Audax Italiano       | 2-2       | Unión Española            | La Florida              | 4 de enero de 2021   | 21:30    |
| Coquimbo Unido       | 0-1       | Cobresal                  | Francisco Sánchez       | 4 de febrero de 2021 | 20:00    |

| Fecha 28                  | Fecha 28  | Fecha 28             | Fecha 28            | Fecha 28            | Fecha 28 |
| Local                     | Resultado | Visita               | Estadio             | Fecha               | Hora     |
| ------------------------- | --------- | -------------------- | ------------------- | ------------------- | -------- |
| Santiago Wanderers        | 3-0       | Colo-Colo            | Elías Figueroa      | 6 de enero de 2021  | 10:30    |
| Deportes La Serena        | 1-1       | Everton              | La Portada          | 6 de enero de 2021  | 17:00    |
| Universidad de Chile      | 0-1       | O'Higgins            | Nacional            | 6 de enero de 2021  | 19:15    |
| Curicó Unido              | 2-0       | Deportes Antofagasta | La Granja           | 7 de enero de 2021  | 10:30    |
| Universidad de Concepción | 1-1       | Palestino            | Ester Roa           | 7 de enero de 2021  | 17:00    |
| Huachipato                | 4-3       | Unión La Calera      | Huachipato-CAP      | 7 de enero de 2021  | 19:15    |
| Deportes Iquique          | 0-1       | Universidad Católica | Tierra de Campeones | 7 de enero de 2021  | 21:30    |
| Cobresal                  | 1-2       | Audax Italiano       | El Cobre            | 8 de enero de 2021  | 10:30    |
| Unión Española            | 0-1       | Coquimbo Unido       | Santa Laura         | 26 de enero de 2021 | 20:00    |

| Fecha 29             | Fecha 29  | Fecha 29                  | Fecha 29                | Fecha 29            | Fecha 29 |
| Local                | Resultado | Visita                    | Estadio                 | Fecha               | Hora     |
| -------------------- | --------- | ------------------------- | ----------------------- | ------------------- | -------- |
| Universidad Católica | 1-1       | Curicó Unido              | San Carlos de Apoquindo | 10 de enero de 2021 | 10:30    |
| Colo-Colo            | 1-0       | Everton                   | Monumental              | 10 de enero de 2021 | 18:30    |
| Unión La Calera      | 1-2       | Universidad de Concepción | Nicolás Chahuán         | 10 de enero de 2021 | 21:00    |
| Palestino            | 2-2       | Unión Española            | La Cisterna             | 11 de enero de 2021 | 10:30    |
| Deportes Antofagasta | 2-2       | Deportes La Serena        | Calvo y Bascuñán        | 11 de enero de 2021 | 17:00    |
| Santiago Wanderers   | 1-0       | Cobresal                  | Elías Figueroa          | 11 de enero de 2021 | 19:15    |
| Audax Italiano       | 2-0       | Huachipato                | La Florida              | 11 de enero de 2021 | 21:30    |
| O'Higgins            | 2-2       | Deportes Iquique          | El Teniente             | 12 de enero de 2021 | 10:30    |
| Coquimbo Unido       | 0-1       | Universidad de Chile      | Francisco Sánchez       | 29 de enero de 2021 | 19:00    |

| Fecha 30                  | Fecha 30  | Fecha 30             | Fecha 30            | Fecha 30             | Fecha 30 |
| Local                     | Resultado | Visita               | Estadio             | Fecha                | Hora     |
| ------------------------- | --------- | -------------------- | ------------------- | -------------------- | -------- |
| Universidad de Concepción | 1-1       | Colo-Colo            | Ester Roa           | 13 de enero de 2021  | 17:00    |
| Everton                   | 2-1       | Audax Italiano       | Sausalito           | 14 de enero de 2021  | 17:00    |
| Universidad de Chile      | 1-1       | Palestino            | Nacional            | 14 de enero de 2021  | 19:15    |
| Unión Española            | 1-1       | Universidad Católica | Santa Laura         | 14 de enero de 2021  | 21:30    |
| Cobresal                  | 3-1       | Deportes Antofagasta | El Cobre            | 15 de enero de 2021  | 10:30    |
| Deportes La Serena        | 0-3       | Unión La Calera      | La Portada          | 15 de enero de 2021  | 17:00    |
| Curicó Unido              | 1-3       | O'Higgins            | La Granja           | 15 de enero de 2021  | 19:15    |
| Huachipato                | 4-0       | Santiago Wanderers   | Huachipato-CAP      | 15 de enero de 2021  | 21:30    |
| Deportes Iquique          | 2-2       | Coquimbo Unido       | Tierra de Campeones | 1 de febrero de 2021 | 21:00    |

| Fecha 31             | Fecha 31  | Fecha 31                  | Fecha 31                | Fecha 31            | Fecha 31 |
| Local                | Resultado | Visita                    | Estadio                 | Fecha               | Hora     |
| -------------------- | --------- | ------------------------- | ----------------------- | ------------------- | -------- |
| Colo-Colo            | 0-0       | Universidad de Chile      | Monumental              | 17 de enero de 2021 | 18:00    |
| Palestino            | 3-2       | Cobresal                  | La Cisterna             | 18 de enero de 2021 | 10:30    |
| Santiago Wanderers   | 0-0       | Deportes La Serena        | Elías Figueroa          | 18 de enero de 2021 | 17:00    |
| Audax Italiano       | 1-3       | Unión La Calera           | La Florida              | 18 de enero de 2021 | 19:15    |
| Deportes Antofagasta | 3-1       | Deportes Iquique          | Calvo y Bascuñán        | 19 de enero de 2021 | 10:30    |
| Huachipato           | 4-1       | Unión Española            | Huachipato-CAP          | 19 de enero de 2021 | 17:00    |
| Universidad Católica | 1-1       | Everton                   | San Carlos de Apoquindo | 19 de enero de 2021 | 19:15    |
| O'Higgins            | 0-0       | Universidad de Concepción | El Teniente             | 19 de enero de 2021 | 21:30    |
| Coquimbo Unido       | 0-0       | Curicó Unido              | Francisco Sánchez       | 20 de enero de 2021 | 21:30    |

| Fecha 32                  | Fecha 32  | Fecha 32             | Fecha 32            | Fecha 32             | Fecha 32 |
| Local                     | Resultado | Visita               | Estadio             | Fecha                | Hora     |
| ------------------------- | --------- | -------------------- | ------------------- | -------------------- | -------- |
| Deportes La Serena        | 1-2       | Universidad Católica | La Portada          | 5 de febrero de 2021 | 17:00    |
| Unión La Calera           | 1-1       | Deportes Antofagasta | Nicolás Chahuán     | 5 de febrero de 2021 | 19:15    |
| Curicó Unido              | 1-3       | Santiago Wanderers   | La Granja           | 5 de febrero de 2021 | 21:30    |
| O'Higgins                 | 0-0       | Audax Italiano       | El Teniente         | 6 de febrero de 2021 | 10:30    |
| Everton                   | 1-3       | Palestino            | Sausalito           | 6 de febrero de 2021 | 17:00    |
| Universidad de Chile      | 3-0       | Unión Española       | Nacional            | 6 de febrero de 2021 | 19:15    |
| Deportes Iquique          | 0-0       | Colo-Colo            | Tierra de Campeones | 6 de febrero de 2021 | 21:30    |
| Universidad de Concepción | 2-1       | Coquimbo Unido       | Ester Roa           | 7 de febrero de 2021 | 17:00    |
| Cobresal                  | 2-1       | Huachipato           | El Cobre            | 7 de febrero de 2021 | 21:50    |

| Fecha 33                 | Fecha 33  | Fecha 33                  | Fecha 33                | Fecha 33              | Fecha 33 |
| Local                    | Resultado | Visita                    | Estadio                 | Fecha                 | Hora     |
| ------------------------ | --------- | ------------------------- | ----------------------- | --------------------- | -------- |
| Deportes Antofagasta     | 1-0       | O'Higgins                 | Calvo y Bascuñán        | 10 de febrero de 2021 | 10:30    |
| Unión Española           | 1-1       | Deportes La Serena        | Santa Laura             | 10 de febrero de 2021 | 18:30    |
| Curicó Unido             | 0-0       | Universidad de Chile      | La Granja               | 10 de febrero de 2021 | 18:30    |
| Universidad Católica (C) | 0-0       | Unión La Calera           | San Carlos de Apoquindo | 10 de febrero de 2021 | 21:30    |
| Santiago Wanderers       | 1-1       | Universidad de Concepción | Elías Figueroa          | 11 de febrero de 2021 | 18:30    |
| Colo-Colo                | 0-0       | Cobresal                  | Monumental              | 11 de febrero de 2021 | 18:30    |
| Coquimbo Unido           | 3-0       | Everton                   | Francisco Sánchez       | 11 de febrero de 2021 | 18:30    |
| Audax Italiano           | 1-1       | Deportes Iquique          | Nacional                | 11 de febrero de 2021 | 18:30    |
| Huachipato               | 1-0       | Palestino                 | Huachipato-CAP          | 11 de febrero de 2021 | 21:00    |

| Fecha 34                  | Fecha 34  | Fecha 34             | Fecha 34            | Fecha 34              | Fecha 34 |
| Local                     | Resultado | Visita               | Estadio             | Fecha                 | Hora     |
| ------------------------- | --------- | -------------------- | ------------------- | --------------------- | -------- |
| Unión La Calera           | 2-3       | Curicó Unido         | Nicolás Chahuán     | 13 de febrero de 2021 | 18:30    |
| Universidad de Chile      | 3-1       | Deportes Antofagasta | Nacional            | 13 de febrero de 2021 | 18:30    |
| Universidad de Concepción | 1-2       | Universidad Católica | Ester Roa           | 14 de febrero de 2021 | 10:30    |
| Everton                   | 1-0       | Huachipato           | Sausalito           | 14 de febrero de 2021 | 10:30    |
| Deportes Iquique          | 2-0       | Santiago Wanderers   | Tierra de Campeones | 14 de febrero de 2021 | 18:00    |
| Deportes La Serena        | 0-2       | Audax Italiano       | La Portada          | 14 de febrero de 2021 | 18:00    |
| O'Higgins                 | 1-1       | Colo-Colo            | El Teniente         | 14 de febrero de 2021 | 18:00    |
| Palestino                 | 2-2       | Coquimbo Unido       | La Cisterna         | 14 de febrero de 2021 | 18:00    |
| Cobresal                  | 4-1       | Unión Española       | El Cobre            | 15 de febrero de 2021 | 10:30    |

## Campeón
|                      |
| Universidad Católica |
|                      |
| 15.° título          |

## Copa Libertadores
| Equipo               | Clasificado | Vía            |
| -------------------- | ----------- | -------------- |
| Universidad Católica | Chile 1     | 1.° de la Liga |
| Unión La Calera      | Chile 2     | 2.° de la Liga |
| Universidad de Chile | Chile 3     | 3.° de la Liga |
| Unión Española       | Chile 4     | 4.° de la Liga |

## Copa Sudamericana
| Equipo               | Clasificado | Vía            |
| -------------------- | ----------- | -------------- |
| Palestino            | Chile 1     | 5.° de la Liga |
| Deportes Antofagasta | Chile 2     | 6.° de la Liga |
| Cobresal             | Chile 3     | 7.° de la Liga |
| Huachipato           | Chile 4     | 8.° de la Liga |

## Coeficientes
Los coeficientes se calculan dividiendo la cantidad de puntos obtenidos entre la cantidad de partidos disputados en los torneos de Primera División de 2019 y 2020. Luego el coeficiente de 2019 se multiplica por 0.6 y el de 2020 por 0.4, para después sumarse ambos resultados. El equipo que tenga el peor coeficiente de rendimiento descenderá de manera automática a la Primera B para la temporada 2021, además del colista de la clasificación anual del torneo y el perdedor de un partido entre los penúltimos de ambas tablas. 
En el caso de que un mismo equipo finalice colista de ambas tablas, el segundo descendido será el equipo que finalice en penúltima posición de la tabla ponderada y la promoción la jugarán el 17.° de la tabla anual con el 16.° de la tabla ponderada. Si es que el mismo equipo termina penúltimo, este descenderá automáticamente, jugando el 16.° de tabla anual con el 16.° de la tabla ponderada.
En el caso de los recién ascendidos Santiago Wanderers y Deportes La Serena, solo se contabilizarán sus puntajes de la temporada 2020, los que valdrán un 100% en la tabla ponderada. 
En la temporada 2021 la categoría tendrá 17 equipos y, para la temporada 2022, tendrá 16 equipos y se volverá a jugar con el formato que se usó en las últimas temporadas.
| Pos. | Equipos                       | 2019 | 2019 | 2020 | 2020 | Total | Total | Total | Total    |
| Pos. | Equipos                       | Pts. | Jug. | Pts. | Jug. | Pts.  | Jug.  | Dif.  | Promedio |
| ---- | ----------------------------- | ---- | ---- | ---- | ---- | ----- | ----- | ----- | -------- |
| 1.   | Universidad Católica          | 53   | 24   | 65   | 34   | 118   | 58    | 60    | 2.09     |
| 2.   | Unión La Calera               | 37   | 25   | 57   | 34   | 94    | 59    | 24    | 1.559    |
| 3.   | Palestino                     | 38   | 24   | 51   | 34   | 89    | 58    | 15    | 1.55     |
| 4.   | Colo-Colo                     | 40   | 24   | 39   | 34   | 79    | 58    | –3    | 1.459    |
| 5.   | Unión Española                | 34   | 25   | 52   | 34   | 86    | 59    | –1    | 1.428    |
| 6.   | Huachipato                    | 34   | 24   | 46   | 34   | 80    | 58    | 0     | 1.391    |
| 7.   | O'Higgins                     | 34   | 24   | 45   | 34   | 79    | 58    | 0     | 1.379    |
| 8.   | Cobresal                      | 34   | 25   | 47   | 34   | 81    | 59    | –3    | 1.369    |
| 9.   | Audax Italiano                | 34   | 24   | 41   | 34   | 75    | 58    | –3    | 1.332    |
| 10.  | Santiago Wanderers            | PB   | PB   | 44   | 34   | 44    | 34    | –11   | 1.294    |
| 11.  | Coquimbo Unido                | 34   | 24   | 35   | 34   | 69    | 58    | –11   | 1.262    |
| 12.  | Deportes Antofagasta          | 27   | 24   | 48   | 34   | 75    | 58    | 0     | 1.24     |
| 13.  | Everton                       | 29   | 24   | 43   | 34   | 72    | 58    | –7    | 1.231    |
| 14.  | Universidad de Chile          | 24   | 24   | 52   | 34   | 76    | 58    | 10    | 1.212    |
| 15.  | Curicó Unido                  | 26   | 24   | 46   | 34   | 72    | 58    | –19   | 1.191    |
| 16.  | Deportes La Serena            | PB   | PB   | 39   | 34   | 39    | 34    | –7    | 1.147    |
| 17.  | Universidad de Concepción (D) | 23   | 24   | 41   | 34   | 64    | 58    | –20   | 1.057    |
| 18.  | Deportes Iquique (D)          | 25   | 25   | 38   | 34   | 63    | 59    | –24   | 1.047    |

     Accede a la Promoción.
     Desciende a la Primera B.

## Promoción
El partido de promoción por el 3.er descenso a la Primera B de 2021 fue disputado por Colo-Colo como local y Universidad de Concepción como visitante, en el Estadio Fiscal de Talca. El ganador de este partido de definición fue Colo-Colo, por la cuenta mínima, con gol del argentino Pablo Solari, y se mantuvo en la Primera División para la temporada 2021, mientras que el cuadro de Concepción descendió a la Primera B de Chile, acompañado de Deportes Iquique y Coquimbo Unido.
| 17 de febrero de 2021, 18:00 | Colo-Colo  | 1:0 (1:0)                       | Universidad de Concepción | Fiscal, Talca                                           |                                                         |
|                              | Solari 19' | TNT Sports Reporte ANFP Reporte |                           | Asistencia: Sin espectadores Árbitro(s): Julio Bascuñán | Asistencia: Sin espectadores Árbitro(s): Julio Bascuñán |

|  | vs. |

## Estadísticas

### Goleadores
| Jugador             | Equipo                    | Anot. | Part. | Prom. |
| ------------------- | ------------------------- | ----- | ----- | ----- |
| Fernando Zampedri   | Universidad Católica      | 20    | 32    | 0.63  |
| Joaquín Larrivey    | Universidad de Chile      | 19    | 33    | 0.58  |
| Cecilio Waterman    | Universidad de Concepción | 17    | 31    | 0.55  |
| Cristian Palacios   | Unión Española            | 15    | 22    | 0.68  |
| Juan Sánchez Sotelo | Huachipato                | 15    | 29    | 0.52  |
| Andrés Vilches      | Unión La Calera           | 14    | 31    | 0.45  |
| Luis Jiménez        | Palestino                 | 13    | 24    | 0.54  |
| Enzo Gutiérrez      | Santiago Wanderers        | 13    | 26    | 0.5   |
| Juan Cuevas         | Everton                   | 13    | 28    | 0.46  |
| Misael Dávila       | Unión Española            | 10    | 29    | 0.34  |
| Luciano Aued        | Universidad Católica      | 10    | 30    | 0.33  |
| Federico Castro     | Curicó Unido              | 10    | 30    | 0.33  |

### Asistencias
| Jugador            | Equipo               | Asist. | Part. |
| ------------------ | -------------------- | ------ | ----- |
| Marcelo Cañete     | Cobresal             | 15     | 32    |
| Jason Flores       | Deportes Antofagasta | 10     | 33    |
| Walter Montillo    | Universidad de Chile | 9      | 32    |
| Diego Buonanotte   | Universidad Católica | 8      | 30    |
| Marco Medel        | Santiago Wanderers   | 8      | 31    |
| Joaquín Larrivey   | Universidad de Chile | 7      | 33    |
| Gonzalo Castellani | Unión La Calera      | 7      | 31    |
| César Valenzuela   | Huachipato           | 7      | 30    |
| Facundo Castro     | O'Higgins            | 7      | 30    |
| Rodrigo Holgado    | Audax Italiano       | 7      | 31    |
| Carlos Palacios    | Unión Española       | 7      | 29    |

### Hat-Tricks & Póker
Aquí se encuentra la lista de hat-tricks y póker de goles (en general, tres o más goles marcados por un jugador en un mismo encuentro) conseguidos en la temporada.
| Fecha      | Jugador           | Anot. | Local                | Resultado | Visitante      | Jornada  |
| ---------- | ----------------- | ----- | -------------------- | --------- | -------------- | -------- |
| 01/02/2020 | Joaquín Larrivey  | 4     | Universidad de Chile | 5 - 1     | Curicó Unido   | Fecha 2  |
| 14/10/2020 | Cristian Palacios | 3     | Colo-Colo            | 3 - 5     | Unión Española | Fecha 15 |
| 25/01/2021 | Luis Jiménez      | 3     | Universidad Católica | 2 - 3     | Palestino      | Fecha 23 |

### Autogoles
Aquí se encuentra la lista de autogoles realizados en esta temporada.
| Jugador             | Equipo               | Anot. | Fecha    |
| ------------------- | -------------------- | ----- | -------- |
| Roberto Cereceda    | O'Higgins            | 1     | Fecha 5  |
| Benjamín Kuscevic   | Universidad Católica | 1     | Fecha 6  |
| Jorge Araya         | Palestino            | 1     | Fecha 6  |
| David Montoya       | Deportes La Serena   | 1     | Fecha 7  |
| Claudio Sepúlveda   | Huachipato           | 1     | Fecha 7  |
| Juan Córdova        | Huachipato           | 1     | Fecha 8  |
| Fabián Torres       | Audax Italiano       | 1     | Fecha 11 |
| Brian Torrealba     | O'Higgins            | 1     | Fecha 11 |
| Alejandro Contreras | Deportes Iquique     | 1     | Fecha 12 |
| Bernardo Cerezo     | Santiago Wanderers   | 1     | Fecha 12 |
| Alejandro Contreras | Deportes Iquique     | 1     | Fecha 13 |
| Sergio Felipe       | Palestino            | 1     | Fecha 16 |
| Matías Navarrete    | Unión La Calera      | 1     | Fecha 28 |
| Juan Cornejo        | Universidad Católica | 1     | Fecha 32 |
| Alfonso Parot       | Universidad Católica | 1     | Fecha 34 |
| Juan Carlos Soto    | Santiago Wanderers   | 1     | Fecha 34 |

## Entrenadores
En la siguiente tabla, se muestra el cambio de entrenadores durante este campeonato, los entrenadores interinos, estarán escritos en cursiva.
| Equipo                    | Entrenador             | Jornadas    |
| ------------------------- | ---------------------- | ----------- |
| Audax Italiano            | Francisco Meneghini    | 1.° - 21.°  |
| Audax Italiano            | José Calderón          | 22.° - 25.° |
| Audax Italiano            | Pablo Sánchez          | 26.° - 34.° |
| Colo-Colo                 | Mario Salas            | 1.º - 5.º   |
| Colo-Colo                 | Gualberto Jara         | 6.º - 13.º  |
| Colo-Colo                 | Gustavo Quinteros      | 14.º - 34.° |
| Coquimbo Unido            | Germán Corengia        | 1.º - 8.º   |
| Coquimbo Unido            | Rafael Celedón         | 9.º         |
| Coquimbo Unido            | Juan José Ribera       | 10.º - 34.° |
| Curicó Unido              | Nicolás Larcamón       | 1.º - 19.º  |
| Curicó Unido              | Damián Muñoz           | 20.º        |
| Curicó Unido              | Martín Palermo         | 21.º - 34.° |
| Deportes Antofagasta      | Juan Manuel Azconzábal | 1.º - 7.º   |
| Deportes Antofagasta      | Héctor Almandoz        | 8.º - 21.°  |
| Deportes Antofagasta      | Héctor Tapia           | 22.º - 34.° |
| Deportes Iquique          | Jaime Vera             | 1.º - 12.º  |
| Deportes Iquique          | Cristián Leiva         | 13.º - 34.° |
| Deportes La Serena        | Francisco Bozán        | 1.º - 13.º  |
| Deportes La Serena        | Óscar Correa           | 14.º - 15.° |
| Deportes La Serena        | Miguel Ponce           | 16.º - 34.° |
| Everton                   | Javier Torrente        | 1.º - 24.º  |
| Everton                   | Roberto Sensini        | 25.º - 34.° |
| Huachipato                | Gustavo Florentín      | 1.° - 27.°  |
| Huachipato                | Juan José Luvera       | 28.° - 34.° |
| O'Higgins                 | Patricio Graff         | 1.º - 14.º  |
| O'Higgins                 | Víctor Fuentes         | 15.º        |
| O'Higgins                 | Dalcio Giovagnoli      | 16.º - 34.° |
| Palestino                 | Ivo Basay              | 1.º - 17.º  |
| Palestino                 | José Luis Sierra       | 18.º - 34.° |
| Unión Española            | Ronald Fuentes         | 1.º - 31.º  |
| Unión Española            | Jorge Pellicer         | 32.º - 34.° |
| Universidad de Chile      | Hernán Caputto         | 1.º - 17.º  |
| Universidad de Chile      | Marcelo Jara           | 18.º - 19.º |
| Universidad de Chile      | Rafael Dudamel         | 20.° - 34.° |
| Universidad de Concepción | Eduardo Acevedo        | 1.º - 26.º  |
| Universidad de Concepción | Hugo Balladares        | 27.° - 34.° |

## Regla del Sub-21
- El reglamento del Campeonato Nacional de la Primera División 2020, señala en su artículo 31 que “en la sumatoria de todos los partidos del Campeonato que dispute cada club, los jugadores chilenos nacidos a partir del 01 de enero de 1999 deberán haber disputado a lo menos el setenta por ciento de los minutos efectivamente jugados”. Esta obligación, también se extiende a la Copa Chile y a los torneos de la Primera B y Segunda División Profesional.

- En el caso de haber disputado entre el 65,1 % al 99,9 % de los minutos, la sanción será la pérdida de tres puntos más una multa de 500 UF, descontándose de la tabla de la fase regular del respectivo campeonato. Si el cumplimiento alcanza entre el 60,1 al 65 % de los minutos, el descuento será de seis puntos de pérdida más la multa, y si el cumplimiento alcanza al 60 % o menos de los minutos, el descuento será de nueve puntos, igualmente contando con la multa antes mencionada.

| Equipo                 | m.req | m.dis | m.pen | %      |
| ---------------------- | ----- | ----- | ----- | ------ |
| Audax Italiano         | 2.142 | 2.792 | -650  | 112,84 |
| Cobresal               | 2.142 | 2.437 | -295  | 89,59  |
| Colo Colo              | 2.142 | 2.515 | -373  | 88,10  |
| Coquimbo Unido         | 2.142 | 2.209 | -67   | 72,27  |
| Curicó Unido           | 2.142 | 2.419 | -277  | 86,60  |
| D. Antofagasta         | 2.142 | 2.646 | -504  | 105,28 |
| D. Iquique             | 2.142 | 2.153 | -11   | 77,45  |
| D. La Serena           | 2.142 | 2.650 | -508  | 102,94 |
| Everton                | 2.142 | 2.856 | -714  | 112,33 |
| Huachipato             | 2.142 | 3.054 | -912  | 121,57 |
| O'Higgins              | 2.142 | 2.927 | -785  | 115,36 |
| Palestino              | 2.142 | 2.599 | -457  | 96,13  |
| S. Wanderers           | 2.142 | 2.508 | -366  | 100,   |
| Unión Española         | 2.142 | 3.060 | -918  | 113,45 |
| Unión La Calera        | 2.142 | 2.557 | -415  | 94,21  |
| U. Católica            | 2.142 | 3.041 | -899  | 112,56 |
| U. de Chile            | 2.142 | 2.365 | -223  | 86,65  |
| U. de Concepción       | 2.142 | 2.964 | -822  | 117,37 |
| Actualizado - Fecha 34 |       |       |       |        |

     Cumplieron con el reglamento. 
     No cumplieron con el reglamento. Incurre en la pérdida de 3 puntos, más una multa de 500 UF (65,1 % al 99,9 %)
     No cumplieron con el reglamento. Incurre en la pérdida de 6 puntos, más una multa de 500 UF (60,1 % al 65,0 %)
     No cumplieron con el reglamento. Incurre en la pérdida de 9 puntos, más una multa de 500 UF (Menos del 60,0 %)